# Brennhaare bei Vogelspinnen
Brennhaare bei Vogelspinnen können bei neuweltlichen Vogelspinnenarten vorkommen. Sie sind ein reiner Verteidigungsmechanismus gegen Fressfeinde. Die Haare befinden sich auf dem Hinterleib (Opisthosoma) oder auf den Tastern. Es gibt fünf verschiedene Brennhaartypen und diese dienen den Arachnologen zur taxonomischen Beschreibung der Gattungen und Arten.

## Bombardierspinne
Bombardierspinnen ist eine Bezeichnung, die vor allem in der deutschsprachigen Terraristik gebraucht wird und bezeichnet Vogelspinnen mit Brennhaaren auf ihren Hinterleiben. Man findet diese Bezeichnung in einschlägiger Literatur über Terraristik und wird auch vom deutschen Arachnologen Günter Schmidt in wissenschaftlichen Publikationen gebraucht. In anderen Sprachen verweisen die Autoren dagegen auf das Vorhandensein von Brennhaaren, die jeweils eine taxonomische Relevanz aufweisen. Eine analoge Bezeichnung für die Bombardierspinne in anderen Sprachen existiert nicht.
Vogelspinnenarten werden deshalb Bombardierspinnen genannt, weil viele von ihnen bei Bedrohung die Brennhaare mit einem hinteren Laufbein abstreifen und die Haare dem Angreifer entgegenschleudern. Dieser Vorgang erinnert an ein Bombardement und wird deshalb auch als „bombardieren“ bezeichnet. Fressfeinde, die mit dem Kopf (Schnauze) in der Nähe des vermeintlichen Beutetieres sind, atmen diese Haare ein oder bekommen diese in ihre Augen. Durch eine rein mechanische Reizung, die von diesen Brennhaaren ausgelöst wird, werden die Schleimhäute der Atemwege oder der Augen sofort gereizt und führen so zur Flucht des Angreifers. Nicht alle Vogelspinnen mit Brennhaaren schleudern diese dem Angreifer entgegen. Einige strecken dem vermeintlichen Fressfeind nur das Hinterteil entgegen, damit sich die Brennhaare bei Berührung lösen und so in die Schleimhäute der Nasen und Augen des Angreifers eindringen. Obwohl diese Spinnen nicht bombardieren, werden sie trotzdem wegen des Vorhandenseins der Brennhaare Bombardierspinnen genannt.

## Verhalten
Das Abstreifen von Brennhaaren zur Verteidigung bei der Gattung Avicularia wurde bereits 1863 von Henry Walter Bates in einem Aufsatz beschrieben:

„The hairs with which they are clothed come off when touched, and cause a peculiar and almost maddening irritation.“

„Die Haare, mit denen sie bedeckt sind, fallen bei Berührung ab und verursachen eine auffällige und beinah unerträgliche Hautreizung.“

Die Brennhaare werden aber bei einigen Tieren nicht nur bei Verteidigung, sondern auch zum Auskleiden ihrer Wohnröhren abgestreift. Sie schützen so ihren Bau vor möglichen Angreifern, damit diese nicht die Röhre mit ihrer Schnauze auskundschaften können. Je stärker diese Haare abgestreift werden, desto eher kriegen die Tiere eine Glatze auf dem Opisthosoma. Die Haare werden bei einer Häutung vollständig erneuert.

## Systematik
Die Bombardierspinnen sind immer neuweltliche Vogelspinnen. Dazu gehören die Arten in der Unterfamilie Theraphosinae, die mit einem hinteren Bein die Brennhaare abstreifen. Bei der Unterfamilie Aviculariinae wird normalerweise das Hinterteil dem Angreifer entgegengestreckt. Eine Ausnahme bildet Caribena versicolor, die ebenfalls Brennhaare mit einem hinteren Bein abstreift. Eine weitere Ausnahme bilden Arten der Gattung Ephebopus, die Brennhaare nicht auf dem Hinterleib, sondern auf ihren Tastern haben. Sie reiben die Taster ruckartig an den Beißklauen, um die Brennhaare einzusetzen.

## Morphologie
Es gibt fünf verschiedene Arten von Brennhaaren. Vier wurden von John A. L. Cooke, Vincent D. Roth und Frederick H. Millers erstmals beschrieben und 1972 veröffentlicht. 1996 wurde von Fernando Pérez-Miles eine fünfte Art bei der Vogelspinnenart Hemirrhagus cervinus wissenschaftlich beschrieben.

## Hautreaktionen beim Menschen
Beim Menschen können Brennhaare allergische Reaktionen hervorrufen. Die Symptome sind Entzündungen, Ausschläge oder starker Juckreiz. Diese Symptome können mehrere Stunden bis Tage anhalten. Obwohl die Brennhaare nur mechanisch reizen, kann je nach Person oder betroffener Stelle (beispielsweise Schleimhäute in den Augen) eine unterschiedliche Reaktion auftreten. Einige Symptome können mit Steroiden und Antihistaminen gemildert werden.

## Galerie
- Beispiel einer bombardierenden Brachypelma boehmei
- Beispiel des Abwehrverhaltens von Avicularia cf. bicegoi. Das Entgegenstrecken des mit Brennhaaren versehenen Hinterteils.

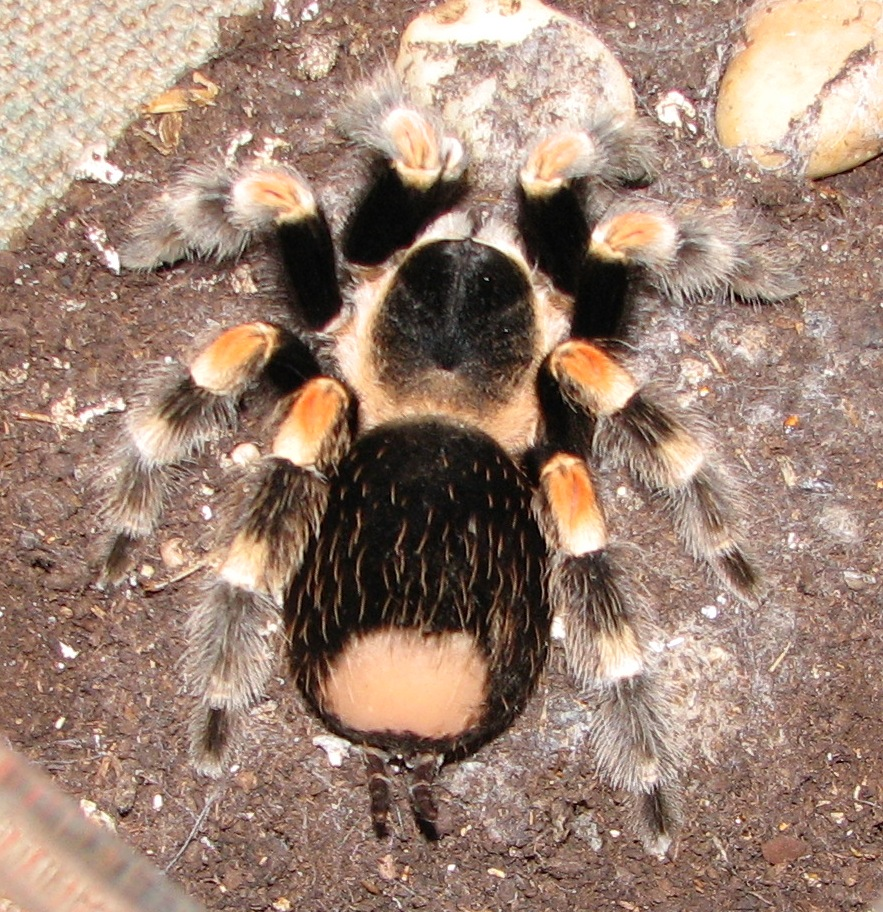
Eine Brachypelma smithi mit einer deutlich kahlen Stelle nach dem Abstreifen von Brennhaaren
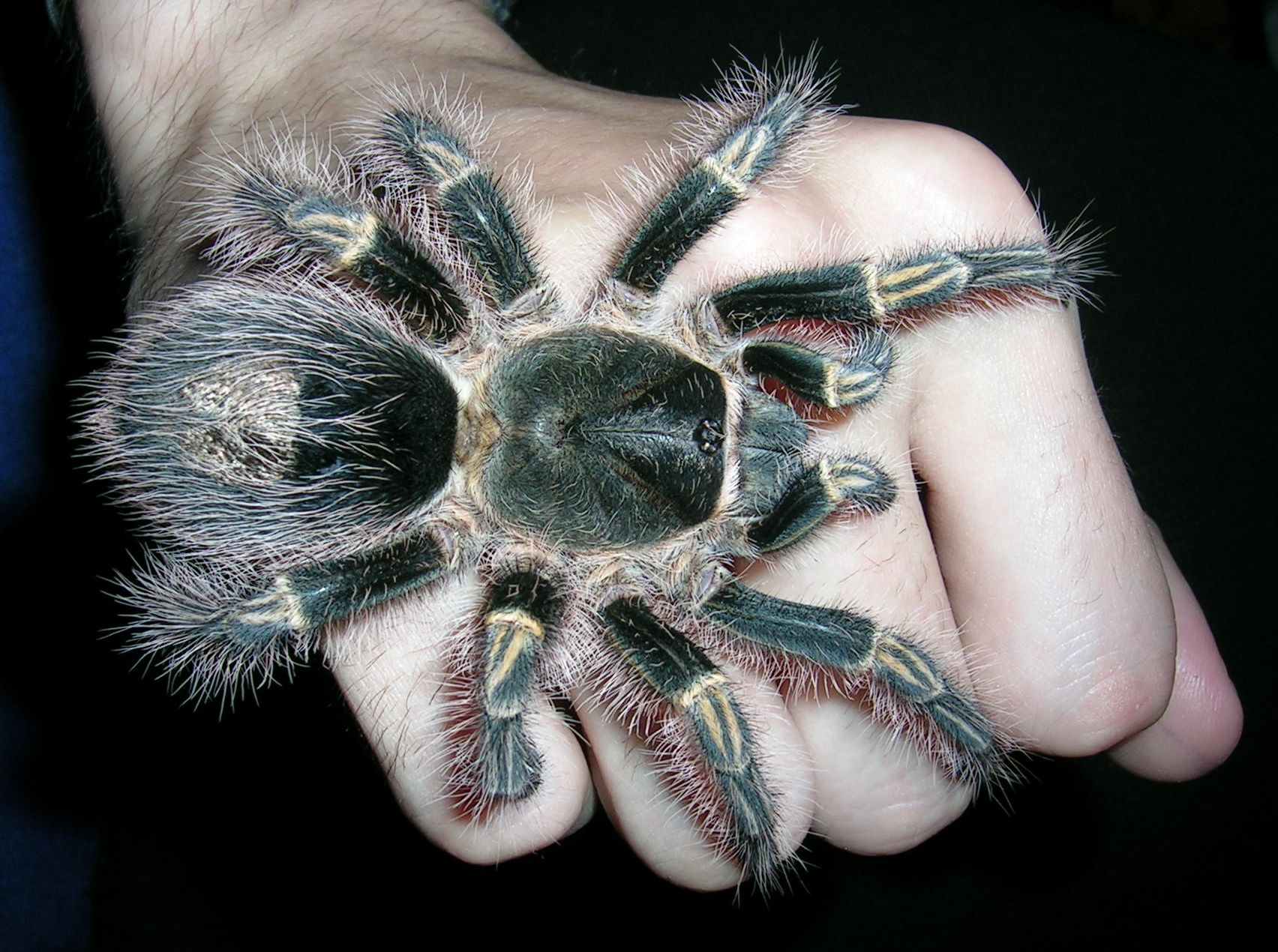
Bei Grammostola-Arten wirken die Brennhaare wie eine spiegelnde Fläche